# نوکیا ان۸۰
نوکیا ان۸۰ یک تلفن‌هوشمند نسل سوم از سری ان نوکیا است که در ۲ نوامبر ۲۰۰۵ معرفی شد. مجهز به دوربین ۳ مگاپیکسلی با فلاش ال‌ئی‌دی و دوربین دوم برای مکالمه تصویری است. دارای نمایشگر ۲٫۱ اینچ با وضوح بالا ۴۱۶×۳۵۲ پیکسل، وای-فای، رادیو اف‌ام، بلوتوث، فروسرخ و از جاوا هم پشتیبانی می‌کند. نوکیا ان۸۰ از سیستم‌عامل سیمبیان نسخه ۹٫۱ و واسط کاربری سری ۶۰ ویرایش سوم بهره می‌برد.

## مشخصات کلی
| عمومی                   |                                                       |
| تاریخ معرفی             | ۲ نوامبر ۲۰۰۵                                         |
| شبکه نسل دوم            | جی‌اس‌ام ۸۵۰ / ۹۰۰ / ۱۸۰۰ / ۱۹۰۰                        |
| شبکه نسل سوم            | یوام‌تی‌اس ۲۱۰۰                                         |
| ظاهری                   |                                                       |
| ابعاد                   | ۲۶×۵۰×۹۵ میلی‌متر                                      |
| وزن                     | ۱۳۴ گرم                                               |
| رنگ                     | مشکی، نقره‌ای                                          |
| شکل                     | کشویی                                                 |
| نمایشگر                 |                                                       |
| نوع                     | تی‌اف‌تی، ۲۵۶٬۱۴۴ رنگ                                   |
| اندازه                  | ۲٫۱ اینچ                                              |
| دقت                     | ۴۱۶×۳۵۲ پیکسل                                         |
| دوربین                  |                                                       |
| کیفیت                   | ۳ مگاپیکسل                                            |
| اندازه تصویر            | ۱۵۳۶×۲۰۴۸ پیکسل                                       |
| فیلم‌برداری              | سی‌آی‌اف (۲۸۸×۳۵۲) ۱۵ فریم بر ثانیه                     |
| فلاش                    | ال‌ئی‌دی                                                |
| قابلیت‌ها                | بزرگ‌نمایی دیجیتالی ۲۰ برابر                           |
| دوربین دوم              | وی‌جی‌ای برای مکالمه تصویری                             |
| باتری                   |                                                       |
| نوع                     | باتری لیتیوم یون ۸۲۰ میلی‌آمپرساعت (BL-5B)             |
| زمان آماده‌باش           | ۱۹۲ ساعت                                              |
| زمان مکالمه             | ۳ ساعت                                                |
| چندرسانه‌ای              |                                                       |
| پخش موسیقی              | MP3/WMA/WAV/RA/AAC/M4A                                |
| پخش ویدئویی             | WMV/RV/MP4/3GP                                        |
| رادیو                   | رادیو اف‌ام استریو با آردی‌اس                           |
| حافظه                   |                                                       |
| حافظه رم                | ۶۴ مگابایت                                            |
| حافظه داخلی             | ۴۰ مگابایت                                            |
| کارت حافظه              | مینی اس‌دی، ۱۲۸ مگابایت قابلیت افزایش تا ۲ گیگابایت    |
| زنگ گوشی                |                                                       |
| نوع                     | پلی‌فونیک، ام‌پی‌تری                                     |
| لرزاننده                | دارد                                                  |
| مدیریت تماس             |                                                       |
| دفترچه تلفن             | نامحدود                                               |
| گزارش تماس‌ها            | با جزئیات، حداکثر ۳۰ روز                              |
| فرمان و شماره‌گیری صوتی  | دارد                                                  |
| نمایش تصویر تماس گیرنده | دارد                                                  |
| ارتباطی                 |                                                       |
| جی‌پی‌آراس                | کلاس ۱۰، ۳۲ - ۴۸ کیلوبیت بر ثانیه                     |
| اچ‌اس‌سی‌اس‌دی              | ندارد                                                 |
| ئی‌دی‌جی‌ئی                | کلاس ۱۱، ۲۳۶٫۸ کیلوبیت بر ثانیه                       |
| ۳جی                     | دارد، ۳۸۴ کیلوبیت بر ثانیه                            |
| شبکه محلی بیسیم         | دارد                                                  |
| بلوتوث                  | دارد، نسخه ۱٫۲                                        |
| فروسرخ                  | دارد                                                  |
| یواس‌بی                  | پاپ‌پورت نسخه ۲                                        |
| نرم‌افزاری               |                                                       |
| سیستم‌عامل               | سیمبیان ۹٫۱                                           |
| واسط کاربری             | سری ۶۰ ویرایش سوم                                     |
| پشتیبانی جاوا           | دارد                                                  |
| سایر                    |                                                       |
| پردازنده                | Dual ARM 9 220 MHz                                    |
| جی‌پی‌اس                  | ندارد                                                 |
| پیام‌رسانی               | پیام‌کوتاه، پیام چندرسانه‌ای، پست الکترونیکی، پیام فوری |
| پست الکترونیکی          | آی‌ام‌ای‌پی، پی‌ئوپی۳، اس‌ام‌تی‌پی                           |
| مرورگر اینترنت          | اچ‌تی‌ام‌ال، اکس‌اچ‌تی‌ام‌ال، وی‌ای‌پی                         |
|                         | تی۹                                                   |